# Вакнин, Сэм
Шмуэль «Сэм» Вакнин (родился 21 апреля 1961 года) — израильский писатель и профессор психологии.Он является автором и издателем книги «Злокачественная любовь к себе: нарциссизм снова в моде» (1999), и был последним главным редактором политического новостного сайта Global Politician. Он также запустил собственный сайт о нарциссическом расстройстве личности (НРЛ).
Выдвинул теорию хрононов и ассиметрии времени.

## Биография
Сэм Вакнин родился в Кирьят-Яме (Хайфа), был старшим из пятерых детей в семье сефардских эмигрантов. Мать была родом из Турции (Вакнин считал, что она страдала нарциссическим расстройством), отец —строитель из  Марокко (страдал клинической депрессией). Вакнин считает своё детство трудным, свою семью проблемной, а своих родителей неподготовленными к воспитанию детей, не говоря уже об одарённых (коэффициент интеллекта Сэма высок и равен 185).
Он ушёл из дома в 17 лет, чтобы больше никогда не вернуться, служил в Армии обороны Израиля. Между 1980 и 1983 годом он основал сеть компьютеризированных информационных киосков в Тель-Авиве, а в 1982 году работал в компании Нессим Д. Гаон Групп в Женеве, Париже и Нью-Йорке. С 1986 по 1987 год он был генеральным директором ООО Ай-Пи-И в Лондоне. В середине 1980-х он стал директором израильской инвестиционной компании Микбац Тешуа и президентом израильского филиала Академии профессоров за мир во всем мире.
В 1980 году Сэм Вакнин осознал трудности в межличностных отношениях с невестой, включая перепады настроения. В 1985 году, обратившись за помощью к психиатру, узнал, что у него нарциссическое расстройство личности, но диагноз не принял.

## Арест
В 1995 году, в Израиле, Сэм Вакнин был признан виновным  в мошенничестве с ценными бумагами и приговорён к 18 месяцам тюремного заключения и штрафу.  В 1996 году условием его условно-досрочного освобождения  была оценка его психического здоровья, которая выявила различные расстройства личности, с доминированием НРЛ. 

## Изучение нарциссизма
Вакнин переехал в Скопье, Македония в 1996 году, где он женился на македонке Лидии Рангеловска. Они основали издательство Нарцисс Пабликейшнс (1997), публикующее работы Вакнина. 
В 2017–2022 годах Сэм Вакнин был приглашённым профессором в Южном федеральном университете  (Ростовская область , Россия),  где читал курс лекций по теории личности.  Он также является профессором менеджмента и профессором психологии в Институте передовых и профессиональных исследований Содружества (CIAPS) в Нигерии, Канаде и Великобритании и приглашённым профессором психологии и экономики в Юго-восточно-европейском университете в Северной Македонии. 
Также Сэм Вакнин был одним из основателей Руководящего комитета по развитию здравоохранения в Республике Северная Македония в период с 2009 по 2011 год.  Он является членом Совета консультантов Комитета  за конструктивное будущее . 
Вакнин активно пишет в интернете о нарцисизме и психопатии. Многие академические психологи придерживаются других взглядов на нарцисизм.

## Корреспондентская деятельность
В период между 2001 и 2003 годами Вакнин был старшим бизнес-корреспондентом для United Press International. Он также писал для Централ Юроп Ревью на политические темы Балкан, а также для Мидл Ист Таймс.

## Избранные публикации
- Экономика Македонии на перепутье. Скопье, Новаль литература, 1998. ISBN 9989-610-01-0[23]
- Злокачественная самовлюбленность: Нарциссизм пересмотренный. Нарцисс Пабликейшнс, Прага, 1999 год. ISBN 978-8023833843
- После дождя: Как Запад потерял Восток. Нарцисс Пабликейшнс, 2000 год. ISBN 802385173X[24]